# Międzynarodowy Festiwal Filmów Dokumentalnych, Krótkometrażowych oraz Animacji w Sankt Petersburgu
Międzynarodowy Festiwal Filmów Dokumentalnych, Krótkometrażowych oraz Animacji „Przesłanie do człowieka” w Sankt Petersburgu (ros. Международный кинофестиваль «Послание_к_человеку») – coroczny, międzynarodowy konkurs filmów dokumentalnych, krótkometrażowych filmów fabularnych i animowanych oraz filmów eksperymentalnych, który odbywa się w Petersburgu w Rosji od 1989 roku. Powstał w wyniku przekształcenia sekcji dokumentalnej Międzynarodowego Festiwalu Filmowego w Moskwie (MFFM) w odrębny Leningradzki Międzynarodowy Festiwal Filmów Dokumentalnych. Uważa się, że odziedziczył po MMFF kategorię „A”. Został akredytowany przez Międzynarodową Federację Stowarzyszenia Producentów Filmowych FIAPF (Francja).

## Historia
W 1988 r. w Domu Twórczości „Bolszewo” Związek Filmowców ZSRR zorganizował gry biznesowe dedykowane rozwojowi rosyjskiego filmu dokumentalnego. W trakcie dyskusji z kilkudziesięciu koncepcji wybrano program zaproponowany przez Leningradzkiego reżysera filmów dokumentalnych Michaiła Litwiakowa. Za pośrednictwem Państwowego Komitetu ds. kinematografii ZSRR (ros. Госкино- Государственный Комитет по кинематографии) od dnia 30 sierpnia 1988 r. Michaił Litwiakow został mianowany generalnym dyrektorem nowego festiwalu. Festiwal „Przesłanie do człowieka” został założony uchwałą Rady Ministrów ZSRR z 16 stycznia 1989 roku nr 29: „... wyrażam zgodę na propozycję Państwowego Komitetu Kinematografii i Związku Filmowców ZSRR, popartą przez Leningradzki Komitet Wykonawczy, na przeprowadzenie w Leningradzie w dniach 25–31 stycznia 1989 r. pierwszego międzynarodowego festiwalu filmów niefabularnych pod hasłem Przesłanie do człowieka.”
W sierpniu 1989 r. do organizacji festiwalu zostało powołane Międzynarodowe Centrum Filmów niefabularnych i Telewizji „Centaur”. Jego założycielami były Państwowy Komitet ds. kinematografii ZSRR, Związek Filmowców ZSRR, Państwowy Komitet ds. Telewizji i Radiofonii, Leningradzki Komitet Wykonawczy.
Początkowo festiwal odbywał się co dwa lata, od 1993 roku – corocznie. W ciągu ostatnich lat „Przesłanie do człowieka” było organizacyjnie i finansowo wspierane przez Państwowy Komitet ds. kinematografii ZSRR i Federacji Rosyjskiej, Ministerstwo Kultury Federacji Rosyjskiej i Wydział Kinematograficzny, władze Petersburga, Komitet ds. Kultury, a ostatnio także przez Federalny Fundusz Społecznego i Ekonomicznego Wsparcia Kinematografii Narodowej.

### Koncepcja
Nazwa festiwalu „Przesłanie do człowieka” odsyła do uniwersalnych wartości humanistycznych.
W pierwszym regulaminie dotyczącym festiwalu było napisane: „Państwowy Komitet ds. Kinematografii ZSRR, Państwowy Komitet ds. Radiofonii i Telewizji ZSRR oraz Związek Filmowców ZSRR organizują Międzynarodowy Festiwal Filmowy Kina Niefabularnego „Przesłanie do człowieka” w Leningradzie [...]mający na celu sprzyjanie kontaktom i wymianę pomysłów między filmowcami z różnych krajów, którzy promują w swojej twórczości tematy dobra, sprawiedliwości społecznej i pokoju.”
Festiwal „Przesłanie do człowieka” wyróżnia filmy, których idea humanistyczna wyraża się prawdziwie filmowym językiem.

### Program
Zgodnie z pierwotnym regulaminem, festiwal obejmował międzynarodowy konkurs, pokaz informacyjny, pokaz retrospektywny, klub dyskusyjny „MY” oraz pokaz inicjatywny. W festiwalu brały udział filmy dokumentalne, popularno-naukowe, eksperymentalne, telewizyjne, a także kroniki filmowe, wszystkie wykonane wyłącznie na kliszy 35 mm lub 16 mm. Z biegiem lat regulamin się zmieniał. Obecnie program obejmuje Konkurs Międzynarodowy (filmy dokumentalne do 120 minut, krótkometrażowe filmy fabularne i animowane do 40 minut); Ogólnorosyjski Konkurs Filmów Dokumentalnych „Okno na Rosję” (do 120 minut); Międzynarodowy Konkurs Filmów Eksperymentalnych In Silico (do 15 minut); pozakonkursowe programy specjalne.
Filmy są przyjmowane na wszystkich nośnikach.
Zazwyczaj festiwal przyjmuje około 3000 zgłoszeń, w programie konkursowym bierze udział około 100.

### Nominacje i nagrody
- Konkurs Międzynarodowy[potrzebny przypis]
  - Grand Prix „Złoty Centaur” i 5000 USD za najlepszy film;
  - Nagroda „Centaur” i 2000 USD za najlepszy pełnometrażowy film dokumentalny;
  - Nagroda „Centaur” i 2000 USD za najlepszy krótkometrażowy film dokumentalny;
  - Nagroda „Centaur” i 2000 USD za najlepszy krótkometrażowy film fabularny;
  - Nagroda „Centaur” i 2000 USD za najlepszy film animowany;
  - Nagroda „Centaur” i 2000 USD za najlepszy debiut.

Jeśli film otrzymuje nagrodę Grand Prix „Złoty Centaur”, to wyklucza nagrodę za najlepszy film w innych kategoriach.
- Ogólnorosyjski Konkurs Filmów Dokumentalnych „Okno na Rosję”[potrzebny przypis]
  - „Złoty Centaur” i 2000 USD za najlepszy film;
  - „Centaur” i 1000 USD za najlepszy pełnometrażowy film dokumentalny;
  - „Centaur” i 1000 USD za najlepszy krótkometrażowy film dokumentalny;
  - „Centaur” i 1000 USD za najlepszy debiut.

Jeśli film otrzymuje nagrodę „Złoty Centaur”, to wyklucza nagrodę za najlepszy film w innych kategoriach.
- Eksperymentalny Międzynarodowy Konkurs In Silico[potrzebny przypis]
  - „Centaur” i 2000 USD za najlepszy film eksperymentalny.

Przyznawane są również nagrody specjalne komitetu organizacyjnego festiwalu i różnych organizacji publicznych. 
Główną postacią logo i nagrody festiwalu jest bohater rysunku Nadi Ruszewej „Centaurionek”. Statuetka „Złotego Centaura” została wykonana przez artystę Dmitrija Pachomowa.

### Dyrekcja
Od 2012 roku festiwal jest organizowany przez partnerstwo non-profit „Przesłanie do człowieka” promujące rozwój kina i teatru.
- Organizator festiwalu – reżyser i producent filmowy Aleksiej Uczitiel (od 2010)[potrzebny przypis]
- Organizator honorowy – reżyser filmów dokumentalnych Michaił Litwiakow
- Dyrektor generalny – Kira Saksaganskaja
- Dyrektor Festiwalu – Aleksandra Piecznikowa

### Laureaci Grand Prix festiwalu „Przesłanie do człowieka”
| Festiwal       | Edycja   | Najlepszy film festiwalu | Przewodniczący jury                          |
| I festiwal     | 1989 rok | „Wzajemne powództwo” („Встречный иск”) Arkadij Ruderman, Jurij Chaszczewacki, ZSRR                                                          | Erwin Leiser, Szwajcaria                     |
| II festiwal    | 1991 rok | „DMB – 91” („ДМБ - 91”) Aleksiej Chanjutin, ZSRR                                                                                            | Erwin Leiser, Szwajcaria                     |
| III festiwal   | 1993 rok | „Biełowy” („Беловы”) Wiktor Kossakowski, Rosja                                                                                              | Erwin Leiser, Szwajcaria                     |
| IV festiwal    | 1994 rok | „Marsz Żywych” („Марш живых”) Aleksander Rodnianski, Ukraina                                                                                | Jérôme de Missolz, Francja                   |
| V festiwal     | 1995 rok | „Matka Dao – żółw” („Мать Дао – черепаха”) Vincent Monnikendam, Holandia                                                                    | Wadim Abdraszytow, Rosja                     |
| VI festiwal    | 1996 rok | „Lew z siwą brodą” („Лев с седой бородой”) Andriej Chrżanowski, Rosja                                                                       | Georgie Carpati, Węgry                       |
| VII festiwal   | 1997 rok | „Czarny popiół” („Чёрный Пепел”) Szuchrat Machmudov, Uzbekistan                                                                             | Sawwa Kulisz, Rosja                          |
| VIII festiwal  | 1998 rok | „Dzień chleba” („Хлебный день”) Siergiej Dworcewoj, Rosja                                                                                   | Volker Schlöndorff (Niemcy)                  |
| IX festiwal    | 1999 rok | „Życie we mgle” („Жизнь в тумане”) Bahman Ghobadi, Iran                                                                                     | Władimir Motyl (Rosja)                       |
| X festiwal     | 2000 rok | „Wewnątrz – na zewnątrz” („Внутри-Снаружи”) Thomas Guard, Charles Guard, Wielka Brytania                                                    | Godfrey Reggio (Stany Zjednoczone)           |
| XI festiwal    | 2001 rok | Grand Prix nie zostało przyznane. | Thomas Frickel (Niemcy)                      |
| XII festiwal   | 2002 rok | „Aleksiej i źródło” („Алексей и родник”) Seishi Motohashi, Japonia „Janela da Alma” („Зеркало души”) João Jardim, Walter Carvalho, Brazylia | Nana Dżordżadze (Gruzja/Niemcy)              |
| XIII festiwal  | 2003 rok | „W strefie miłości” („В зоне любви”) Arkadij Morozow, Rosja                                                                                 | Bachtijar Chudojnazarow (Tadżykistan/Niemcy) |
| XIV festiwal   | 2004 rok | „Ucisk” („Притеснение”) Geir Henning Hopland, Norwegia                                                                                      | Christian Feigelson (Francja)                |
| XV festiwal    | 2005 rok | „FATA MORGANA”; Anastasia Lapsui, Markku Lehmuskallio, Finlandia                                                                            | Andriej Smirnow (Rosja)                      |
| XVI festiwal   | 2006 rok | „Siostry w prawie” („Сёстры в законе”) Kim Longinotto, Florence Aisi, Wielka Brytania                                                       | Herz Frank (Łotwa/Izrael)                    |
| XVII festiwal  | 2007 rok | „Moja miłość” („Моя любовь”) Aleksandr Pietrow, Rosja                                                                                       | Konstantin Łopuszanski (Rosja)               |
| XVIII festiwal | 2008 rok | „Taki jestem” („Я такой”) Ingrid Demetz, Caroline Leitner, Włochy                                                                           | Siergiej Dworcewoj (Rosja/Kazachstan)        |
| XIX festiwal   | 2009 rok | „Carmen i Borat” („Кармен встречает Бората”) Mercedes Stalenhoef, Holandia                                                                  | Siergiej Owczarow (Rosja)                    |
| XX festiwal    | 2010 rok | „Brudnopis” („Черновик”) Timofiej Żałnin, Rosja                                                                                             | Tue Steen Müller (Dania)                     |
| XXI festiwal   | 2011 rok | „How are you doing, Rudolf Ming?” („Как твои дела, Рудольф Минг?”) Roberts Rubins, Łotwa                                                    | Gianfranco Rosi (Włochy)                     |
| XXII festiwal  | 2012 rok | „Ostatni autobus” („Последний автобус”) Martin Snopek, Ivana Laucíková, Słowacja                                                            | Michael Glawogger (Austria)                  |
| XXIII festiwal | 2013 rok | „Po niej…” („После неё…”) Alexandra Kandy Longuet, Belgia                                                                                   | Mira Nair (USA)                              |

### Goście i uczestnicy
Przez lata uczestnikami, członkami lub przewodniczącymi jury, gośćmi festiwalu byli wybitni filmowcy: Erwin Leiser, Tonino Guerra, Merab Mamardaszwili, Juris Podnieks, Władimir Motyl, Sawwa Kulisz, Fiodor Chitruk, Kira Muratowa, Aleksander Sokurow, Wiktor Kossakowski, Garri Bardin, Volker Schlöndorff, Agnès Varda, Jurij Klepikow, Władisław Winogradow, Godfrey Reggio, Emir Kusturica, Bill Plympton, Zbigniew Rybczyński, Ulrich Gregor, Wadim Abdraszytow, Leonid Hurwicz, Aleksander Rodnianski, Siergiej Miroszniczenko, Siergiej Owczarow, Gerrit van Dijk, Aleksander Rogożkin, Konstantin Bronzit, Siergiej Dworcewoj, Pawieł Kostomarow, Siergiej Łoznica i wielu innych.
Sensacją XI Festiwalu (2001) było pojawienie się 98-letniej Leni Riefenstahl w ramach specjalnego programu „Kino dokumentalne w państwach totalitarnych” (pokaz  filmów reżyserki i obrazów Dżigi Wiertowa). Wizyta wywołała gwałtowne dyskusje w społeczeństwie. Władze miasta zakazały pokazu filmu Riefenstahl Triumf woli w państwowym kinoteatrze „Aurora”, ale zezwolono na jego pokaz w Domu Kina. W ciągu następnych dwóch lat Michaił Litwiakow (prezydent honorowy festiwalu) był zmuszony udzielać wyjaśnień w różnych instancjach, w tym w prokuraturze i Dumie Państwowej.

### „Przesłanie do człowieka” 2012
XXII Międzynarodowy Festiwal „Przesłanie do człowieka” odbył się w dniach 22–29 września. Po raz pierwszy w historii festiwalu jeden ze specjalnych programów konkursowych („Milczenie – złotem”) był transmitowany na żywo w Internecie. Widzowie obejrzeli wszystkie filmy online i głosowali na swojego faworyta. Zwycięski film został wybrany według liczby głosów.

### „Przesłanie do człowieka” 2014
W ramach „Przesłania do człowieka” 2014, zaplanowano pokaz rosyjskiego filmu dokumentalnego na temat Pussy Riot, „Pussy przeciwko Putinowi”, który wygrał w nominacji „Najlepszy film dokumentalny średniej długości” na  „Międzynarodowym Festiwalu Filmów Dokumentalnych w Amsterdamie”. Data pokazu była kilkakrotnie przekładana, a później pokaz filmu został całkowicie zakazany przez Ministerstwo Kultury Federacji Rosyjskiej.